# Alexandre-Marie Desrousseaux
Alexandre-Marie Desrousseaux (n. 29 septembrie 1861, Lille, Franța - d. 25 decembrie 1955, Paris, Franța), a fost un om politic francez, profesor de limba greacă, care s-a implicat în favoarea cauzei socialiste. A fost deputat pentru departamentele Seine și Nord între 1912-1924 și respectiv 1928-1936. A tradus în franceză lucrări ale unor personalități importante: Friedrich Engels, Karl Kautzky, Rosa Luxemburg.